# Ветцель, Георг
Георг Ветцель (нем. Georg Wetzell, 5 марта 1869, Франкфурт-на-Майне — 3 января 1947, Аугсбург) — офицер Германской имперской армии и генерал пехоты Рейхсвера Веймарской республики, глава войскового управления Генштаба (1926—1927).

## Биография
Георг Ветцель вступил в Германскую имперскую армию 1 октября 1889 года в звании фанен-юнкера — в 1-й Лотарингский разведывательный батальон, расквартированный в Меце. 18 ноября 1890 года он стал фендриком, а 22 августа 1891 — лейтенантом. 1 октября 1893 года он был командирован в Объединенную артиллерийскую и инженерную школу (Vereinigte Artillerie- und Ingenieurschule). В 1898 году он прибыл в 5-й Лоррейнский пехотный полк, в котором его повысили до обер-лейтенанта (Premierleutnant). С 1901 по 1903 год Ветцель посещал занятие в Прусской военной академии, после чего он был прикомандован к Генеральному штабу.
Став майором 1 октября 1912 года, Ветцель 22 марта 1913 года стал также первым офицером Генерального штаба при штабе III-го Армейского корпуса: здесь он встретил начало Первой мировой войны и 9 марта 1915 года стал начальником штаба корпуса. В августе 1916 года он был переведен в Главное управление армии (Oberste Heeresleitung) в качестве начальника оперативного отдела. За свои заслуги в организации кампании в Италии, Ветцель был награжден Дубовыми листьями. В конце сентября 1918 года он получил назначение на пост начальника штаба 5-й армии. После войны временно служил начальником штаба XVIII-го корпуса и был принят в Рейхсвер.
В 1921 году Георг Ветцель получил чин полковника и инспектора войск связи (Nachrichtentruppe) в министерстве обороны Веймарской республики: 1 декабря 1923 года стал генерал-майором. 1 февраля 1926 года он был назначен главой войскового управления Генштаба: через год стал генерал-лейтенантом. Но уже в апреле 1927 года Ветцель был освобожден от должности и переведен в Берлин; 31 октября 1927 года вышел в отставку в чине генерала пехоты.
После своей отставки Георг Ветцель основал военный журнал «Deutsche Wehr». С 1930 года он четыре года работал генеральным советником по военным вопросам при китайском правительстве в Нанкине (см. Германо-китайское сотрудничество). Затем, с 1 октября 1934 года до декабря 1942 года, он являлся последним главным редактором военного еженедельника «Militär-Wochenblatt». В этот период он написал и издал несколько военно-политических работ.

## Работы
- Die deutsche Wehrmacht, Berlin : Mittler & Sohn, 1939.
- Der Bündniskrieg, Berlin : Mittler, 1937.
- Von Falkenhayn zu Hindenburg-Ludendorff, Berlin : Mittler, 1921.